# Russell Osman
Russell Osman, född 14 februari 1959, är en engelsk tidigare fotbollsspelare, mittback. Han spelade för Englands landslag mellan 1980 och 1983 och gjorde sammanlagt 11 A-landskamper.
Osman spelade närmare 400 matcher för Ipswich Town, med vilka han vann UEFA-cupen 1981. Senare under karriären var han spelande tränare i Bristol City och senare tränare i Cardiff City.